# Nati nel 40
| Questa pagina contiene informazioni ricavate automaticamente dalle voci biografiche con l'ausilio del template Bio e di un bot. L'aggiornamento è periodico e automatico e ricostruisce completamente la pagina. Se manca una persona in questa lista, sei pregato di non aggiungerla, ma accertati piuttosto che la sua voce biografica contenga il template Bio e che i dati anagrafici siano correttamente compilati. Se il template Bio manca, inseriscilo tu stesso o, in alternativa, metti l'avviso {{tmp\|Bio}} che ne segnala la mancanza. Se i dati riportati sono sbagliati, correggi direttamente la voce biografica; le modifiche saranno visibili in questa lista entro pochi giorni. Per chiarimenti vedi il progetto biografie. La lista contiene solo le 6 persone che sono citate nell'enciclopedia e per le quali è stato implementato correttamente il template Bio. Pagina aggiornata al 10 ott 2024. |

- 13 giugno - Gneo Giulio Agricola, politico, militare e generale romano († 93)
- Rabbi Akiva, rabbino e teologo ebreo antico († 137)
- Dione Crisostomo, oratore, scrittore e filosofo greco antico
- Filippo di Agira, presbitero romano († 103)
- Claudia Ottavia, imperatrice romana († 62)
- Lucio Licinio Sura, politico e militare romano